# Droga do domu (film 1996)
Droga do domu – amerykański film obyczajowy z 1996, na podstawie autobiografii Billa Lishmana.

## Główne role
- Jeff Daniels – Thomas Alden
- Anna Paquin – Amy Alden
- Dana Delany – Susan Barnes
- Terry Kinney – David Alden
- Holter Graham – Barry Stickland
- Deborah Verginella – Matka Amy

## Fabuła
Nowa Zelandia. 13-letnia Amy Alden i jej matka ulegają wypadkowi samochodowemu. Skutki są tragiczne – matka umiera, córka trafia do szpitala w ciężkim stanie. Po odzyskaniu przytomności Amy widzi przy swoim łózku swojego ojca Toma. Dziwi ją to, ponieważ Tom żył w separacji od rodziny przez 9 lat. Wypadek powoduje, że ojciec chce zbliżyć się do niej. Choć Amy prawie w ogóle nie zna ojca, musi opuścić Nową Zelandię i wyjechać z nim na farmę. Pewnego dnia buldożery zrównują z ziemią okolicę jeziora. Amy ratuje jaja dzikich gęsi.

## Nagrody i nominacje
Oscary za rok 1996
- Najlepsze zdjęcia – Caleb Deschanel (nominacja)